# Пратюркский язык
Пратю́ркский язык — язык пратюрков, общий предшественник современных тюркских языков, реконструированный с помощью сравнительно-исторического метода. Одна из оценок относит пратюркский язык к периоду 2500 лет назад.
Реконструкция тюркского праязыка подняла некоторые проблемы, в частности, вопрос о первичности ротацизма или зетацизма в праязыке. Древнейшие письменные памятники выполненные древнетюркскими рунами, — уже отражают существование и -z-, и -r- диалектов в древнетюркском. Другие алтайские языки (монгольские, тунгусо-маньчжурские) демонстрируют только -r- основы.
Определённые черты тюркского праязыка можно воссоздать на основе консервативных -r- языков (современный чувашский язык), также путём анализа булгарских элементов в венгерском.

## Внешнее родство
Тюркская семья не имеет общепринятых родственников. В то же время лингвисты давно заметили множество сходств между тюркскими, монгольскими и тунгусо-маньчжурскими языками, что привело к созданию алтайской гипотезы. Генетическое родство между этими языками отвергается большинством лингвистов, однако имеет небольшую, но стабильную группу сторонников.

## Прародина
А. Рона-Таш помещает тюркскую прародину в западную и центральную Сибирь, а также территории к югу от неё.

## Лингвистическая характеристика

### Фонетика и фонология
Для первого слога реконструируется следующий набор фонем:
| Подъём  | Ряд      | Ряд        | Ряд |
| Подъём  | Передний | Непередний |     |
| ------- | -------- | ---------- | --- |
| Верхний | i ü      | ɨ u        |     |
| Средний | ẹ ö      | ạ o        |     |
| Нижний  | e        | a          |     |

### Морфология

#### Числительные
Использовалась децимальная система числительных:
|      | После отделения булгарских | До отделения булгарских                |
| ---- | -------------------------- | -------------------------------------- |
| 1    | *bir                       | *bīr                                   |
| 2    | *ėki                       | *ėk(k)i                                |
| 3    | *üč                        | *üčə                                   |
| 4    | *dȫrt                      | *dȫrdə                                 |
| 5    | *bẹ̄š                       | *bẹ̄łk(ə), *eʼt(ə) ?                    |
| 6    | *altï                      | *altu (*alto ?)                        |
| 7    | *jẹt(t)i                   | *jẹt(t)i , *ʒ'ēd(d)i (у О. А. Мудрака) |
| 8    | *sek(k)iz                  | *se(k)k(i)ŕ                            |
| 9    | *do(q)quz                  | *do(q)q(u)ŕ, *do9uř (у О. А. Мудрака)  |
| 10   | *on                        | *ōnə ?                                 |
| 20   | *jėgirmi                   | *jėgirmi, *ʒ'ẹɣrəma (у О. А. Мудрака)  |
| 30   | *ot(t)uz                   | *o(t)t(u)ŕ,                            |
| 40   | *qïrk                      | *qïr(ï)qə                              |
| 50   | *ellig                     | *e(l)liɣ                               |
| 60   | *altmïš                    | *altmïł, *altməł                       |
| 70   | *jetmïš                    | *jetmił, *jetməł                       |
| 80   | *sek(i)z ōn                | *sekŕ ōn(ə)                            |
| 90   | *doq(u)z ōn                | *doqŕ ōn(ə)                            |
| 100  | *jǖz                       | *jǖŕ                                   |
| 1000 | *bïŋ                       | *bïŋ                                   |

### Лексика
Пратюркский содержит следующие заимствования из китайского:
- *alačuk «хижина, шалаш, маленькая юрта» < др.-кит. 廬舍 (*la-ƛiaʔ);
- *ạltun «золото» — словосложение *aːl «алый, красный» и др.-кит. 銅 (*Łōŋ);
- *gümüľ «серебро» < др.-кит. 金鐐 (*kəmliḗw);
- *dẹmür «железо» < др.-кит. 鐵物 (*diēt-mwyt) «железная вещь»;
- *bek «бек» < др.-кит. 伯 (pẹ̄k);
- *čerig «войско» < ср.-кит. 戰 (ćèn);
- *bitig «письмо» < ср.-кит. 筆 (pit);
- др.-уйг. küin «свиток», дун.-булг. küinig < др.-кит. 卷 (kwén);
- *bengü «вечный» < др.-кит. 萬古 (manko);
- *čyn «правда» < ср.-кит. 貞 (ṭeŋ);
- *deng «равный» < кит. 等;
- *dōn «одежда» < др.-кит. tōn «чёрное прямое платье»;
- *kög «мотив» < др.-кит. 曲 (khok);
- *syr «цвет, краска, лак» < др.-кит. 漆 (shit) или 刷 (ṣwat);
- *jinčü «жемчуг» < 真珠 (ćǝn-ćwa) «настоящий жемчуг».

А. В. Дыбо датирует китайско-тюркские контакты принёсшие эти заимствования III веком н. э.